# Satchinez
Satchinez (in ungherese Temeskenéz, in tedesco Knees) è un comune della Romania di 4732 abitanti, ubicato nel distretto di Timiș, nella regione storica del Banato. 
Il comune è formato dall'unione di 3 villaggi: Bărăteaz, Hodoni, Satchinez.